# Finasterid
Finasterid är ett läkemedel som används för att behandla benign prostatahyperplasi (BPH) och androgen alopeci (manligt håravfall). Möjliga biverkningar av läkemedlet inbegriper nedsatt sexdrift, impotens, problem relaterade till ejakulationen, svullnad i händer eller fötter, ömhet eller svullnad i bröst, nästäppa, rodnad på huden, huvudvärk, yrsel och svårigheter att få orgasm. Finasterid förekommer i olika medicinska preparat, såsom Propecia och Proscar.
Finasterid verkar genom att minska nivåerna av hormonet dihydrotestosteron (DHT) i kroppen. Läkemedlet hämmar enzymet 5-alfareduktas som omvandlar testosteron till den aktiva metaboliten DHT. DHT kan ge upphov till håravfall samt att prostatan växer sig större. När mängden DHT minskas kan detta leda till en ökad hårväxt och en inbromsning av håravfallet på huvudet. Hårväxten på andra delar av kroppen påverkas inte av detta hormon.